# ソユーズTM-12
ソユーズTM-12は、ロシアの宇宙ステーションミールへの12度目の往来である。

## 乗組員
打上げ時：
- アナトリー・アルツェバルスキー(1) -  ソビエト連邦
- セルゲイ・クリカレフ(2) -  ソビエト連邦/ ロシア
- ヘレン・シャーマン(1) -  イギリス

帰還時：
- アナトリー・アルツェバルスキー(1) -  ソビエト連邦
- トクタル・アウバキロフ(1) -  カザフ・ソビエト社会主義共和国
- フランツ・フィーベック(1) -  オーストリア

## ミッションハイライト
ミールへの12度目の往来で、イギリス人が初めて宇宙飛行した。
ミール上の前のミッションの乗組員がアルツェバルスキー、クリカレフと、ジュノー計画の一環として登場したイギリス人のヘレン・シャーマンの3人を迎えた。シャーマンの専門は化学だったが、ソビエト連邦が彼女に用意した実験計画は生命科学に偏ったものだった。25万個のパンジーの種が入ったカバンを、宇宙線の放射に直接晒されるクバント2のエアロック部に置いた。シャーマンはまたイギリスの小学校9校と無線で中継し、Elektropograph-7K装置を用いて高温超伝導の実験を行なった。シャーマンは、ミールの中はスターシティにあるガガーリン宇宙飛行士訓練センターの訓練施設よりも散らかっていて、実験装置を探すのに苦労したと語っている。クリカレフも、彼が最初に来た時よりもミールのモジュールが増え、混雑しているように見えたと語っている。また、宇宙船の外壁を構成する素材は色褪せていたが、宇宙船の運営には影響がなかったとも語っている。
ミールと144日間ドッキングして過ごしていた間に、ミハイル・ゴルバチョフに対するクーデターが失敗してソビエト連邦全体が動揺しており、1992年1月1日のソビエト連邦崩壊につながる運動が起こっていた。